# Altar (film)
Altar – brytyjski horror z 2014 w reżyserii Nicka Willingera. Film zrealizowano w Yorkshire.

## Opis fabuły
Meg Hamilton otrzymuje zlecenie odrestaurowania zniszczonego pensjonatu na dalekiej prowincji w Wielkiej Brytanii. Na czas remontu do opuszczonego domu przenosi się wraz z całą rodziną. Wkrótce odkrywa, że budynek skrywa sekretne pomieszczenia, w tym jedno na poddaszu z różokrzyżową mozaiką. W domu zaczyna dochodzić do niepokojących zjawisk. Poproszony o pomoc łowca duchów, radzi Hamiltonom, natychmiastowe opuszczenie mieszkania. Rodzina postanawia jednak zostać w nim jeszcze na jedną noc.

## Obsada
- Olivia Williams jako Meg Hamilton
- Matthew Modine jako Alec Hamilton
- Richard Dillane jako Greg
- Steve Oram jako 	Nigel Lean
- Adam Thomas Wright jako Harper Hamilton
- Antonia Clarke jako Penny Hamilton
- Rebecca Calder jako Isabella
- Jonathan Jaynes jako Sean Donnelly
- Stephen Chance jako Charles Kendrick Walker

i inni.